# Cypraeogona elisa
Cypraeogona elisa är en mångfotingart som beskrevs av Hoffman 1977. Cypraeogona elisa ingår i släktet Cypraeogona och familjen Chelodesmidae. Inga underarter finns listade i Catalogue of Life.